# ヴェルティンゲン
ヴェルティンゲン (ドイツ語: Wertingen, [ˈvɛrtɪŋən] ( 音声ファイル)) は、ドイツ連邦共和国バイエルン州シュヴァーベン行政管区北部に位置するディリンゲン・アン・デア・ドナウ郡に属す市で、周辺地域の中規模中心をなしている。本市はヴェルティンゲン行政共同体の本部所在地である。

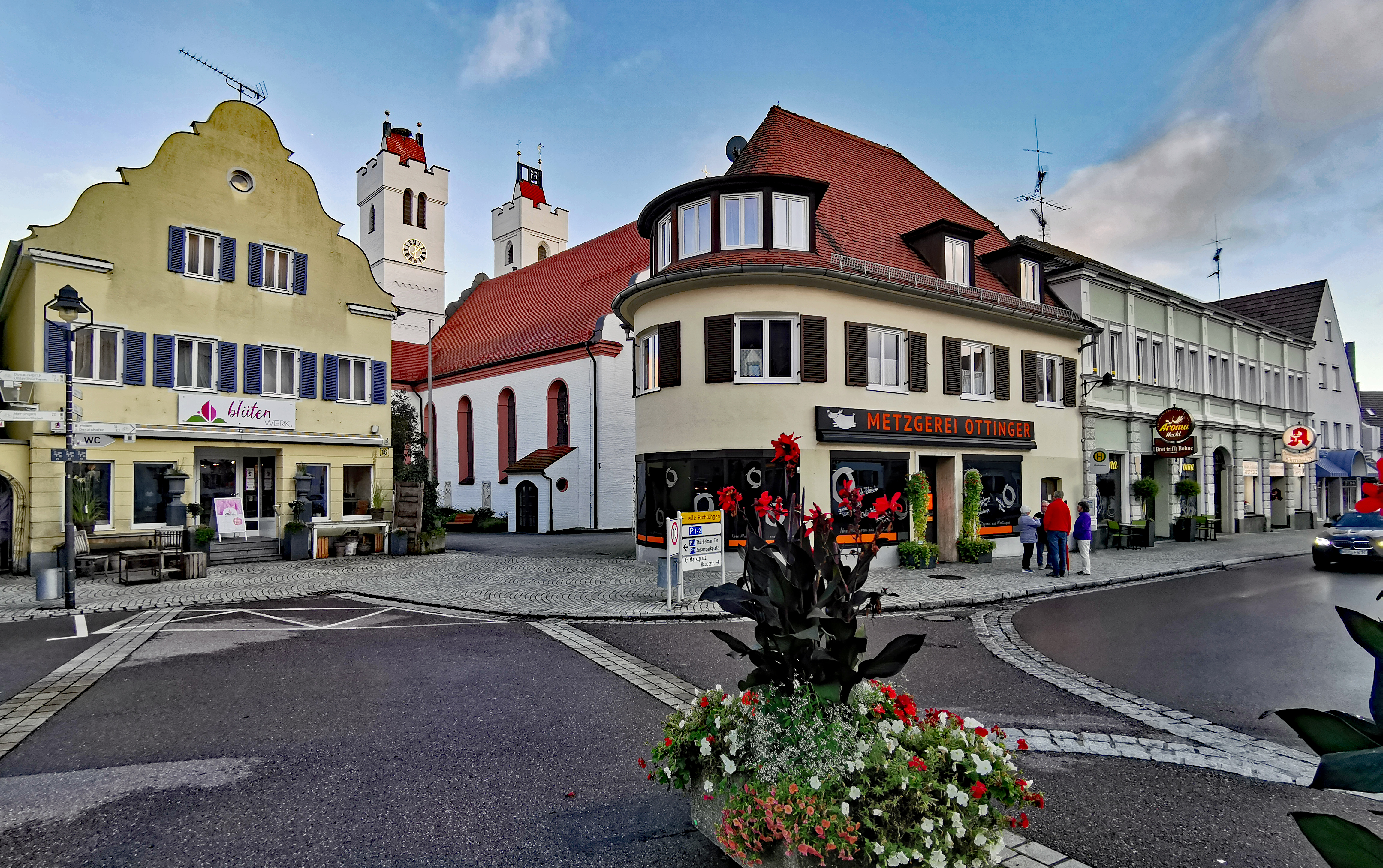
ヴェルティンゲン中心部

## 地理

### 位置
本市はツーザム川下流域に位置する。この川はこの街から数キロメートル北でドナウ川に合流する。この街は長く伸びた山並によってドナウリートから分離されている。ヴェルティンゲンは、ドナウ川、レヒ川、ヴェルタハ川、ミンデル川を境界とする広いアウクスブルク＝ヴェストィヒェ・ヴェルダー自然公園に位置している。アウクスブルクへは 28 km、ドナウヴェルトへは 22 km、郡庁所在地のディリンゲン・アン・デア・ドナウへは 14 km の距離にある。
隣接する町村は、北から時計回りに、ブッテンヴィーゼン、キューレンタール、マイティンゲン、ビーバーバッハ、ラウグナ、ツーザムアルトハイム、ビンスヴァンゲンである。
本市は、ドナウリートの周縁部にあり、自然環境区分上は主にツーザムタール中流域を占めるドナウ＝イラー＝レヒ平地にあたる。いくつかの市区はツーザム平地やグレッター・リートに属す。

### 気候
ツーザムタールは谷間であり、周囲の高台からの冷気が集まり、しばしば霧が発生する。このため市内では逆転層が生じやすい。ガイスベルクとユーデンベルクとの間にある市の中心部は冷気の対流を助長しており、夏には快適な副次効果をもたらす。2024年の南ドイツ洪水では、250軒以上の家屋が浸水被害を受けた。

### 市の構成
本市は14のゲマインデタイル（村落、集落、開墾地などの小地区）からなる。
| - ブリエンスバッハ - ゲラーツホーフェン - ゴットマンスホーフェン - ヘットリンゲン - ヒルシュバッハ | - ホーエンライヒェン - ノイシェナウ - ポッセンリート - プレッテルスホーフェン - レアツホーフェン | - ロイテンホーフ - リープリンゲン - ログデン - ヴェルティンゲン |

内市街の家屋は17世紀から18世紀の特徴的な破風を持ち、一部は木組み建築である。マルクト広場は交通制限がなされている。

## 歴史

### 19世紀まで
ケルト時代（約2000年前）の出土品は、ヴェルティンゲン周辺地域でケルト人により鉄（沼鉄鉱）の精錬や定住がなされていたことを証明している。ロイテンホーフ近郊の方形砦もケルト人の定住を示している。ローマ人の存在は、マイアーホーフの出土品によって証明されている。ヴェルティンゲンは、ギュンツブルクからビンスヴァンゲンを経由してケルハイムに至る街道ヴィア・ダヌービアの南側に位置していた。5世紀にアレマン人がドナウヴェルト地域からドナウ川支流の谷に侵入した。ヴェルティンゲンのマイアーホーフから入植が始まり周辺集落が派生していった。ヴェルティンゲンおよび周辺地域では6世紀から7世紀にキリスト教化が進んだ。

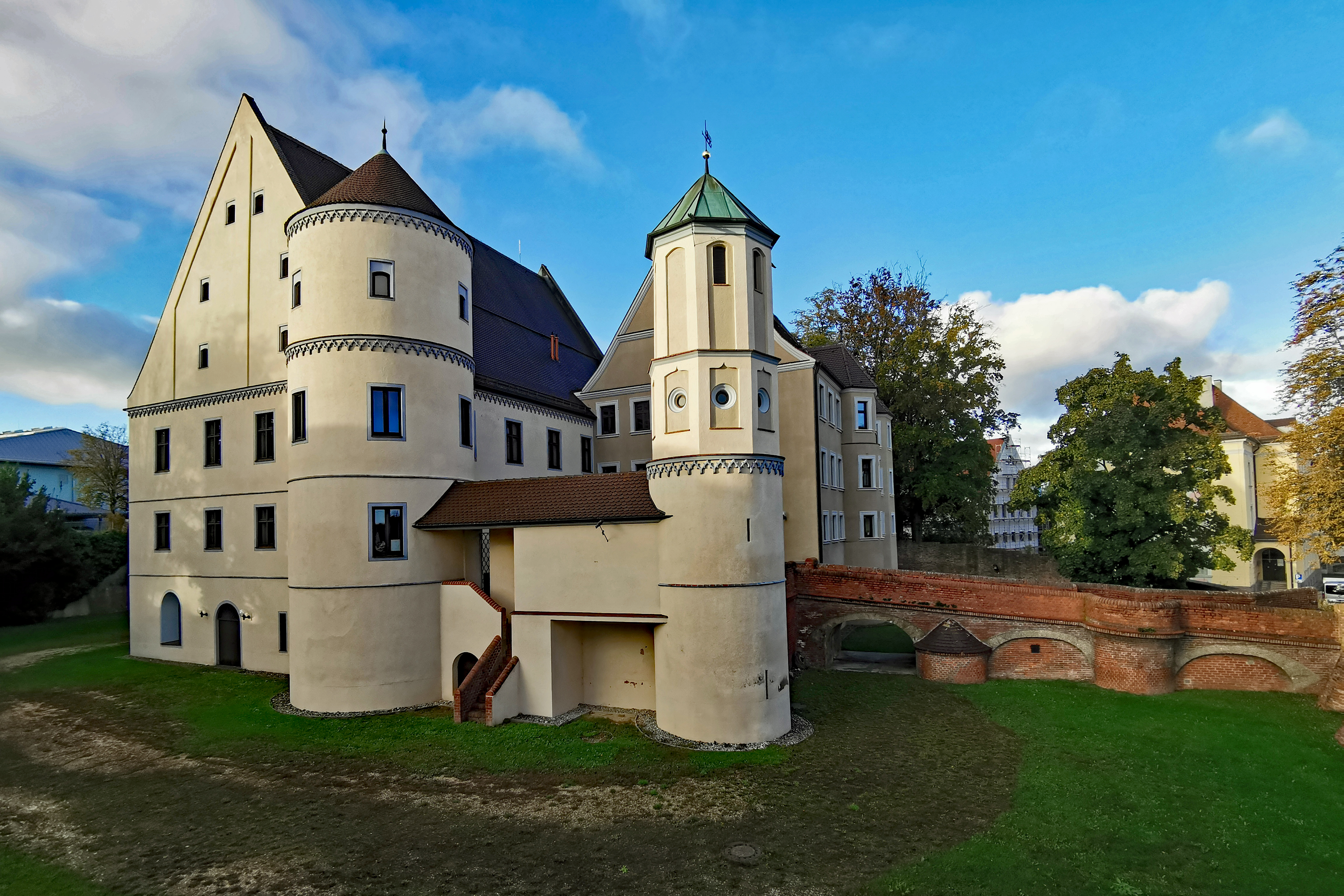
ヴェルティンゲン城

ヴェルティンゲンは1122年に初めて文献に登城する。フリードリヒ1世バルバロッサによるヴェルティンゲンの領主権獲得によりヴェルティンゲンはシュタウフェン家の所領となった。この集落は1200年から1250年までの間に土塁、堀、木柵で囲まれるようになり、市場町に発展した。シュタウフェン家の最後の当主であるコッラディーノが亡くなった後、1268年にバイエルン公ルートヴィヒ2世がヴェルティンゲン地域を相続した。ヴェルティンゲンの領主権はレーエンとして、1278年にまずトルフゼッセン・フォン・ホーエンライヒェンに、1348年からほぼ120年間はアウクスブルクの都市貴族ランゲンマンテル家に与えられた。ヴェルティンゲンは、初めは農耕市民の街であった。1354年に現在の城館の最も古い部分が建設され、次いで塔と3つの市門（北のテュールハイマー門、西のディリンガー門、南東のアウクスブルガー門）を含む防衛施設が強化された。これらの門は1868年、1870年、1872年に取り壊された。3つの門はいずれも、外側から見たイラストが描かれ、建設年代の「14世紀」とそれぞれの解体された年が記された茶色いレリーフのプレートが近くの家の壁に掲げられている。1389年にヴェルトリンゲンは都市戦争 (1387年-1389年)によって破壊された。1467年から1700年までこのレーエンは、パッペンハイム家の所領であった。1500年頃、城館が全面的に改築され、2本の円塔が増設された。バイエルン戦争 (1459年-1463年)でこの街は1462年にルートヴィヒ富裕公によって占領され、焼き払われた。教会も焼失した。1646年には三十年戦争でスウェーデン軍がこの街を攻撃し、略奪・放火を行った。市教会は再び焼け落ちた。1654年に増築工事によって「ノイエ・シュロス」（新しい城）が完成した。

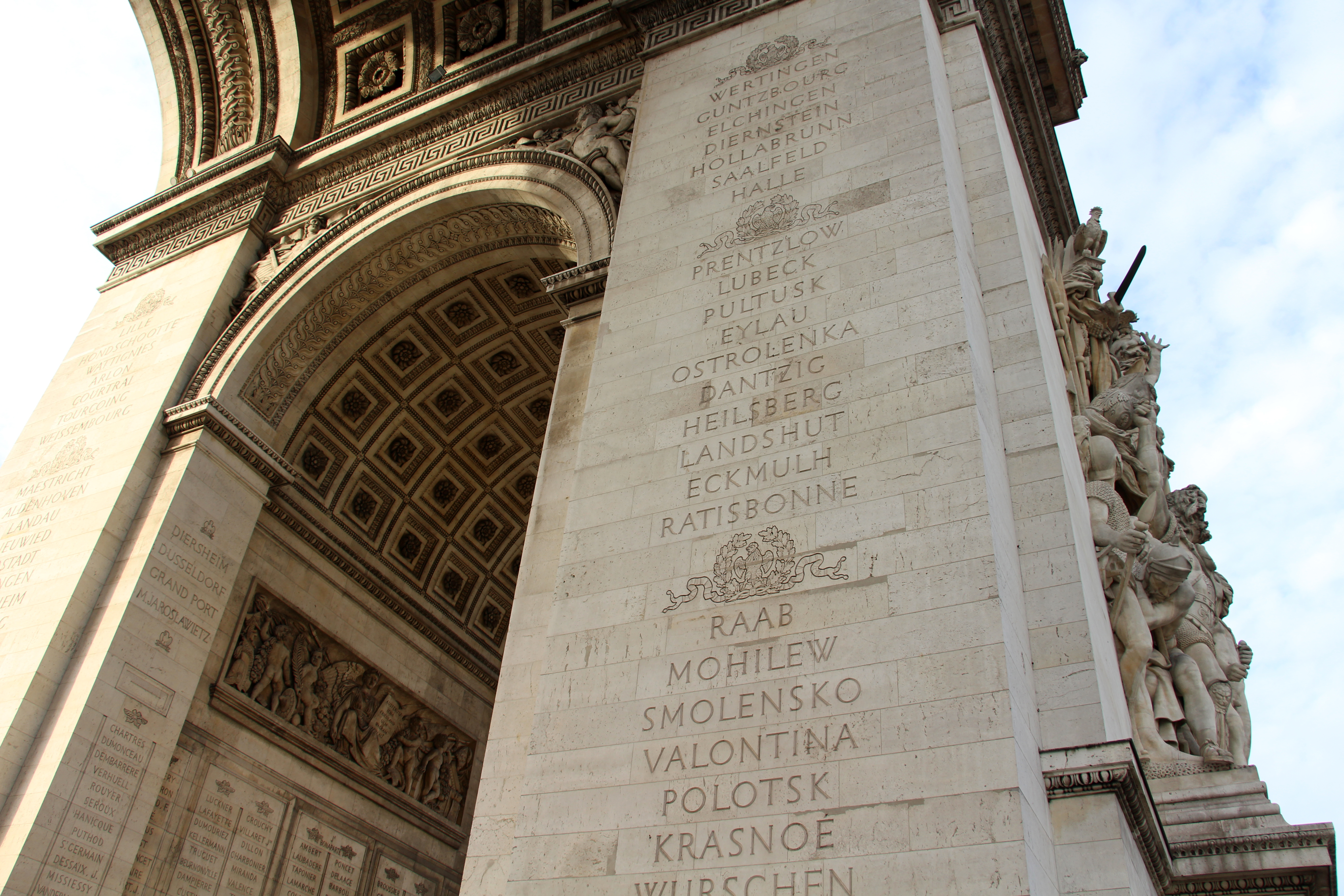
パリ、エトワール凱旋門に記されたWertlingen（最上部）

スペイン継承戦争によるバイエルンの衰退により、ヴェルティンゲンは1704年に帝国直轄となった。ロプコヴィッツ侯とダルベルト伯（後のグリムベルゲン侯）の後、1768年からヴェルティンゲンとホーエンライヒェンはレーエンとして与えられることなく、管理はPfleggericht（下級司法行政機関）に委ねられ、1799年からは一般行政に移行した。1805年10月8日にジャン・ランヌ将軍が率いるフランス第VI軍は、ヴェルティンゲンの戦いでフランツ・クサヴァー・フォン・アウフェンベルクが率いるオーストリア軍に勝利した。これがウルムの戦いにおけるナポレオン軍の勝利への前哨戦となった。さらに12月初めのアウステルリッツの戦いでのオーストリアとロシアの全面的な敗北につながった。これを記念してヴェルティンゲンの名がパリのエトワール凱旋門に記されている。
1802年にラントゲリヒト・ヴェルティンゲン（直訳: ヴェルティンゲン地方裁判所。当時は司法と行政が分離されていなかった）が創設され、1862年にベツィイルクスアムト（直訳: 管区）に改組された。これがヴェルティンゲン郡の原型となった。ブリエンスバッハは1803年までアウクスブルク聖堂参事会領に属していた。
1836年7月30日、殺人犯に対する最後の処刑がなされた。
1899年に最初の映画上映が行われた。

### 20世紀
市営のガス工場は1902年に操業を開始した。
すでに廃止され、完全に取り壊されたメルティンゲンからヴェルティンゲンへの鉄道は1905年に開通した。
1912年にヴェルティンゲンの最初の家庭が電力網に接続した。
1933年3月5日の国会選挙では、ベツィルクスアムト・ヴェルティンゲンの有権者の 52 % が NSDAP に投票した。これは全体の平均得票率よりも高かった。第二次世界大戦では、当局が戦闘を経ずに街を明け渡すことを望まなかったため、終戦直前の1945年4月24日にアメリカ軍の戦闘爆撃機による空爆を受けた。翌日激しい戦闘の後、第15歩兵連隊がこの街を占領した。
主に南ズデーテンから追放されたドイツ人が1946年にこの街に流入した。
1972年1月1日にヴェルティンゲン郡は廃止され、これによりヴェルティンゲンは郡庁所在地の地位を喪失した。
農業学校と農業局が1996年にヴェルティンゲンの新校舎/庁舎に移転した。これ以前はラウインゲンにあった。

### 市町村合併
1972年7月1日に、それまで独立した町村であったヒルシュバッハ、ホーエンライヒェン、プレッテルスホーフェン、リープリンゲンがヴェルティンゲンに合併した。1976年7月1日にヘットリンゲンがこれに加わった。ブリエンスバッハは、1977年1月1日にこれに続いた。一連の町村合併は、1978年5月1日にゴットマンスホーフェンとログデンの合併で完了した。

## 住民

### 人口推移
1988年から2018年までの間にこの街の人口は6,936人から9,294人まで、2,358人、約 34 % 増加した。

## 行政

### 議会と首長
この街の議会は20議席の議員と市長で構成されている。
2002年からヴィリー・レーマイアー (Freie Wähler) が市長を務めている。彼は1972年から市長を務めたディートリヒ・リーゼベック (SPD) の後任である。

### 姉妹都市
- フェール＝アン＝タルドゥノワ（フランス語版、英語版）（フランス、エーヌ県）1989年[10]

### 紋章
図柄: 基部はバイエルンの菱形図形。主部は赤地と銀地に左右二分割。これに被せて、基部との分割線の上に2つの塔を持ち、青い屋根を戴いた銀色の教会が透視図法で描かれている。
解説: 市教会である聖マルティン教会を象徴する意匠である紋章の教会は、最も古い1297年の印章にすでに描かれている。バイエルンの菱形図形は、バイエルン王ルートヴィヒ2世の許可を得て、1881年に追加されたものである。赤地と銀地の配色も同じ時に追加された。バイエルンの菱形は、この街が1268年にコッラディーノの遺領を相続した後バイエルンに帰属していたことを示している。赤と銀の配色は、アウクスブルク司教領の紋章から採られたもので、やはり帰属していたことを表している。

## 文化と見所
この街は、中世風の、改修された内市街を特徴とする。

### 博物館、美術館
- 旧区裁判所の現代美術コレクション
- シュヴァーネンブロイのブルワリー博物館[12]
- シュヴァーベン・オーブン博物館[13]
- ヴェルトリンゲン・ラジオ & テレフォン博物館[14]

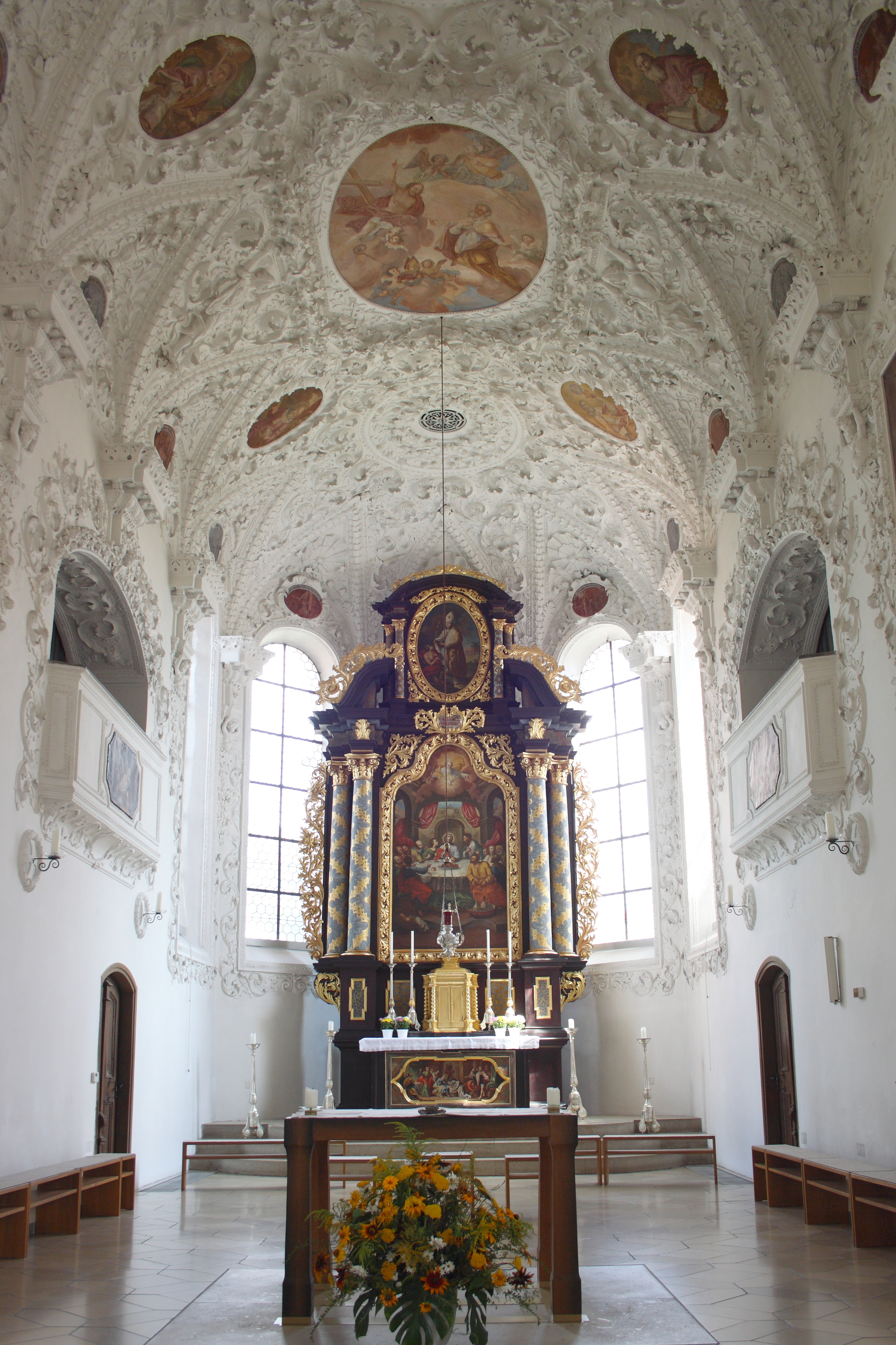
精緻な漆喰飾りが施された聖マルティン教会内部

- ヴェルトリンゲン郷土博物館

### 建築
- 郷土博物館が入居するヴェルティンゲン城。ランゲンマンテル家の時代、14世紀に建設され、パッペンハイマー家の時代（17世紀）に増築・整備された。
- 教区教会聖マルティン教会。三十年戦争で焼失した後、ヴァソブルナー派（ドイツ語版、英語版）の漆喰飾りを持つバロック建築として再建された。胸壁のある2本の塔を持つドイツで唯一の教会で、市の紋章にも描かれている。キリストの埋葬を描いた後期ゴシック様式のレリーフを所有している。
- ベツレヘム教会。1950年建造。2006年10月に解体され、2007年に新しい建物が完成した。
- マルクト広場のマリアの泉
- 聖フェリツィタス教会。1937年建設。ログデン地区。
- 聖マルガレーテ教会。ブリエンスバッハ地区。
- マリエ・ハイムズーフング巡礼教会（エリザベト訪問巡礼教会）。ゴットマンスホーフェン地区。
- 聖ゲオルク礼拝堂。ホーエンライヒェン地区。
- ヴェルティンゲン西部のヴィア・ダヌービア沿いの彫刻の径。

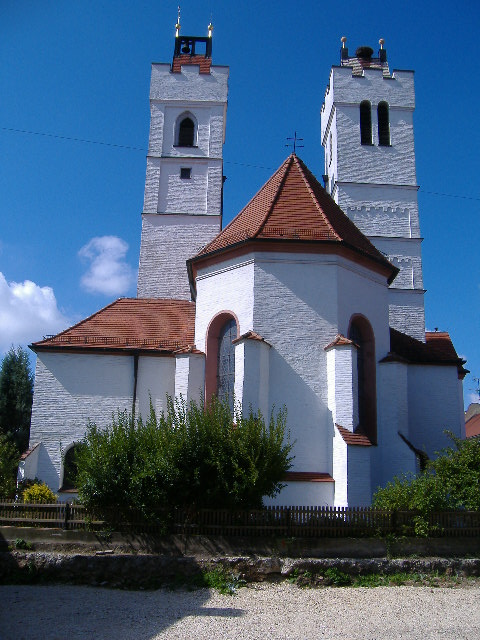
聖マルティン教会
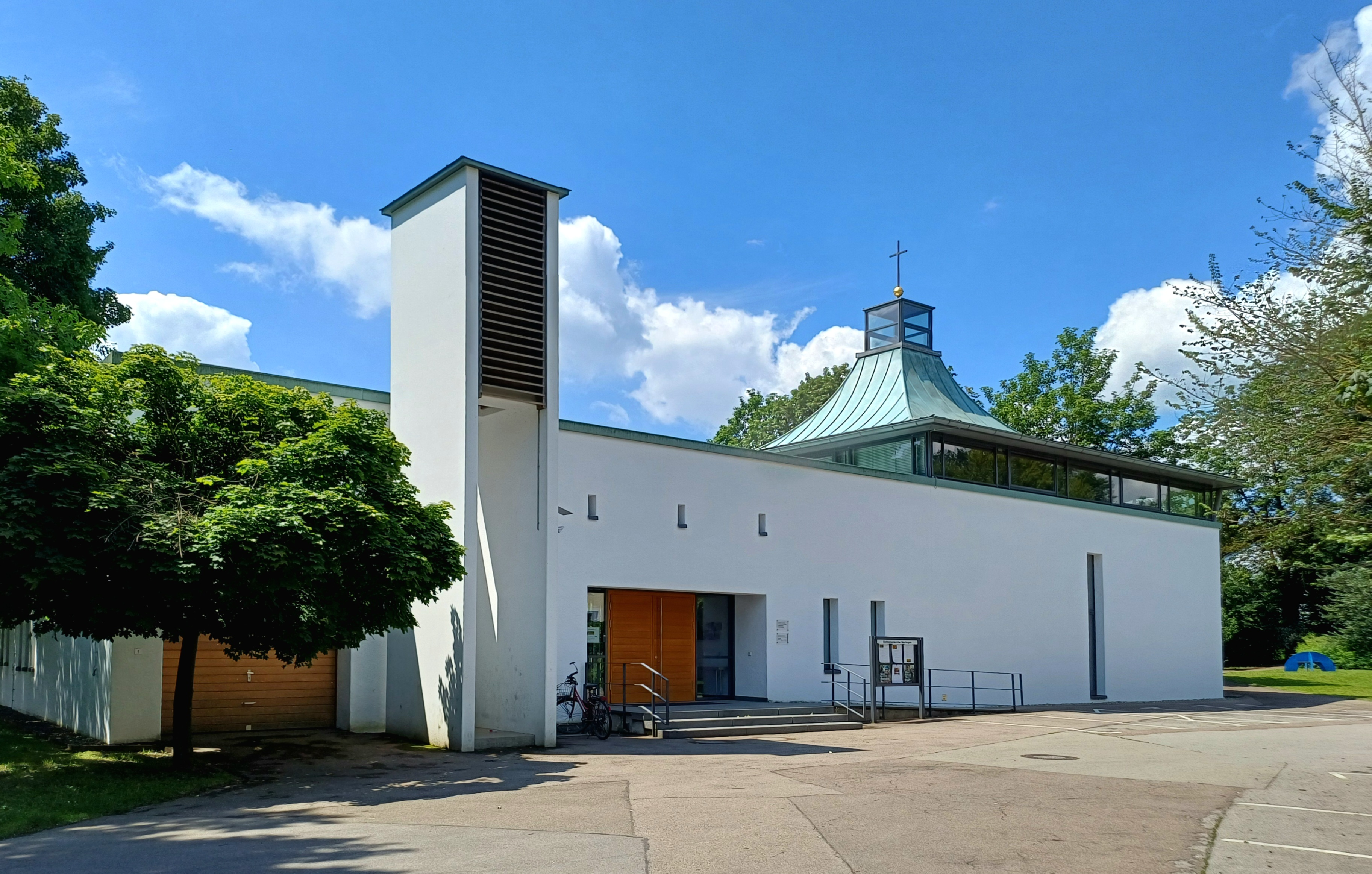
ベツレヘム教会
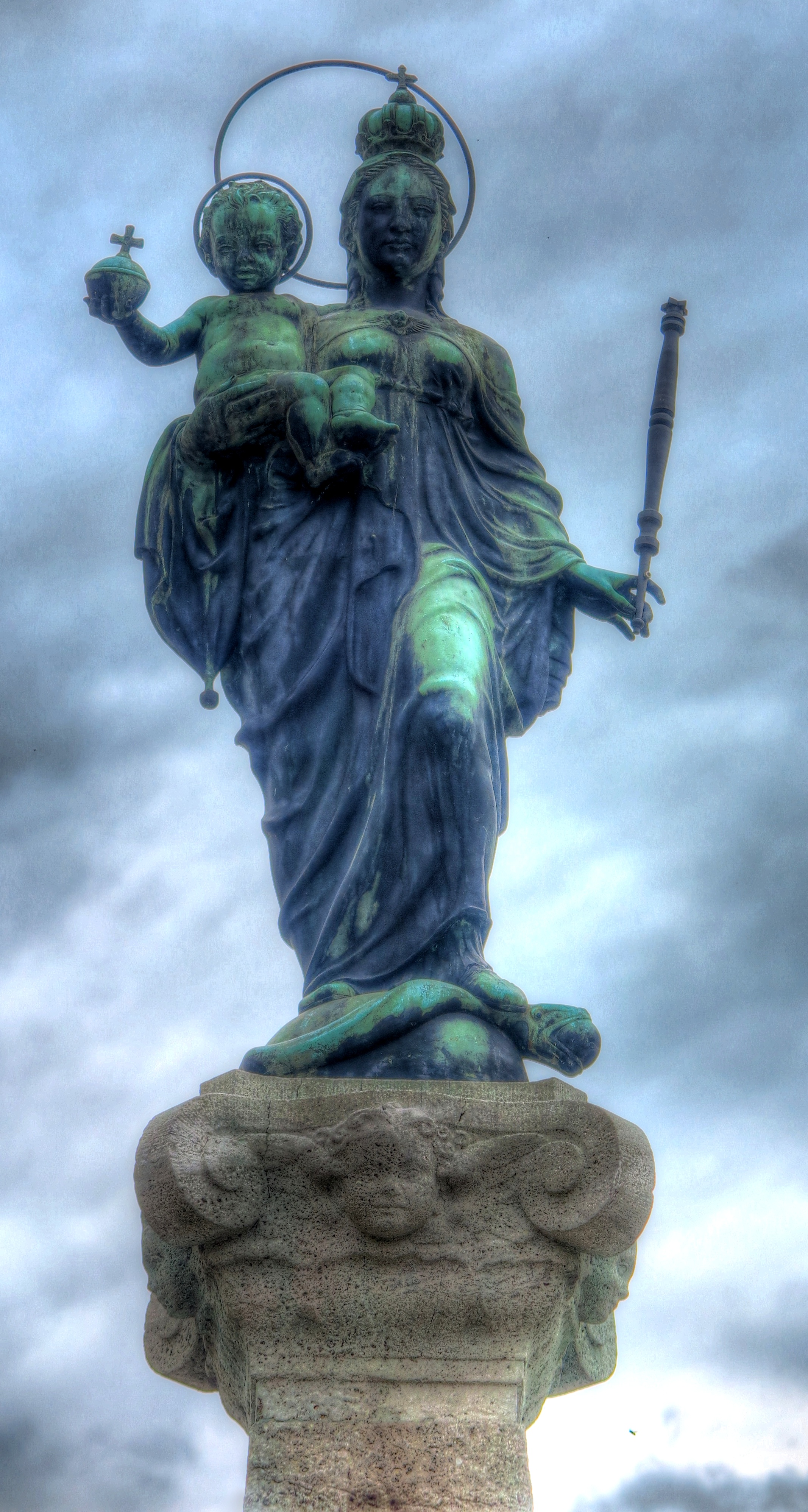
マリアの泉の聖母子像
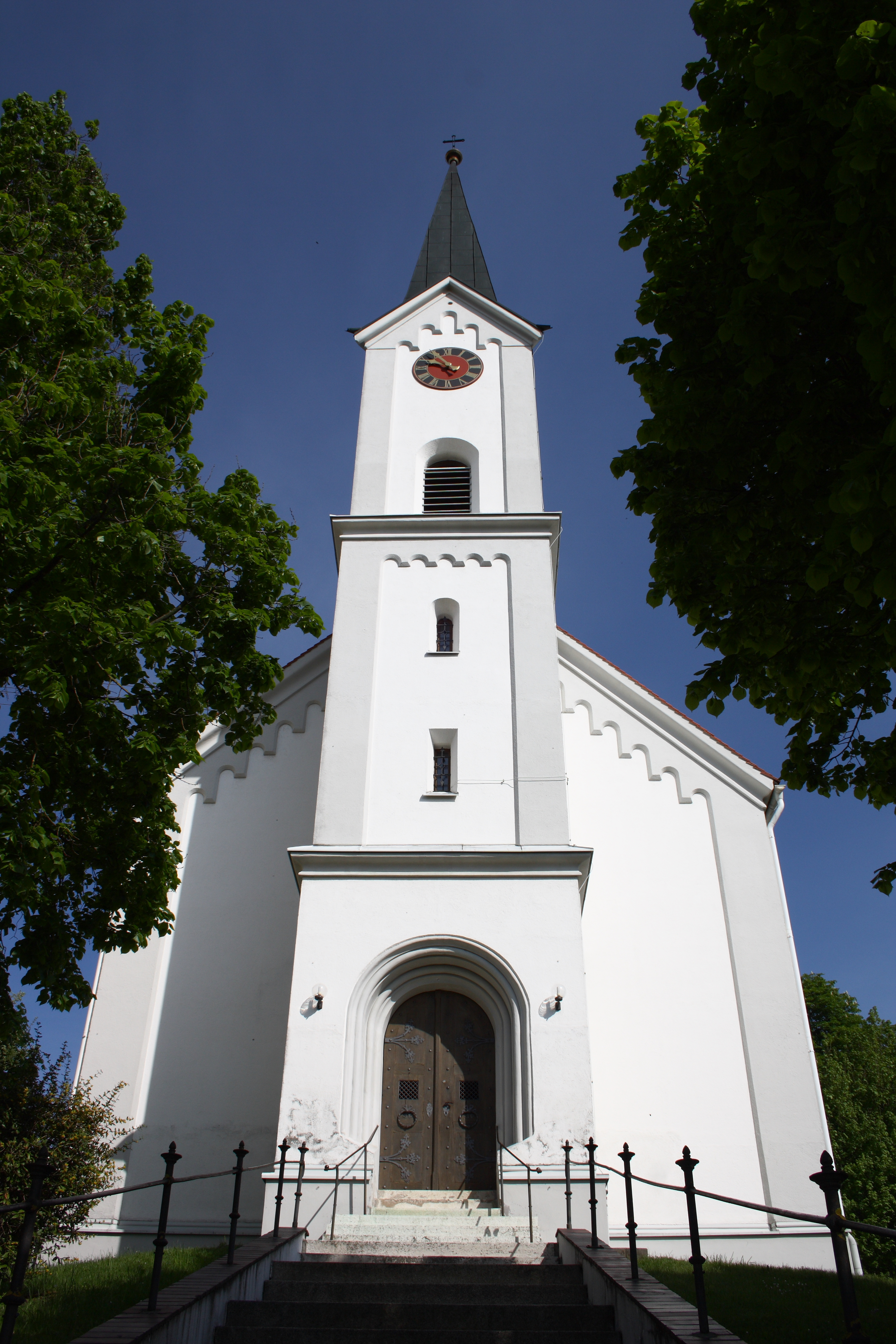
フェリツィタス教会
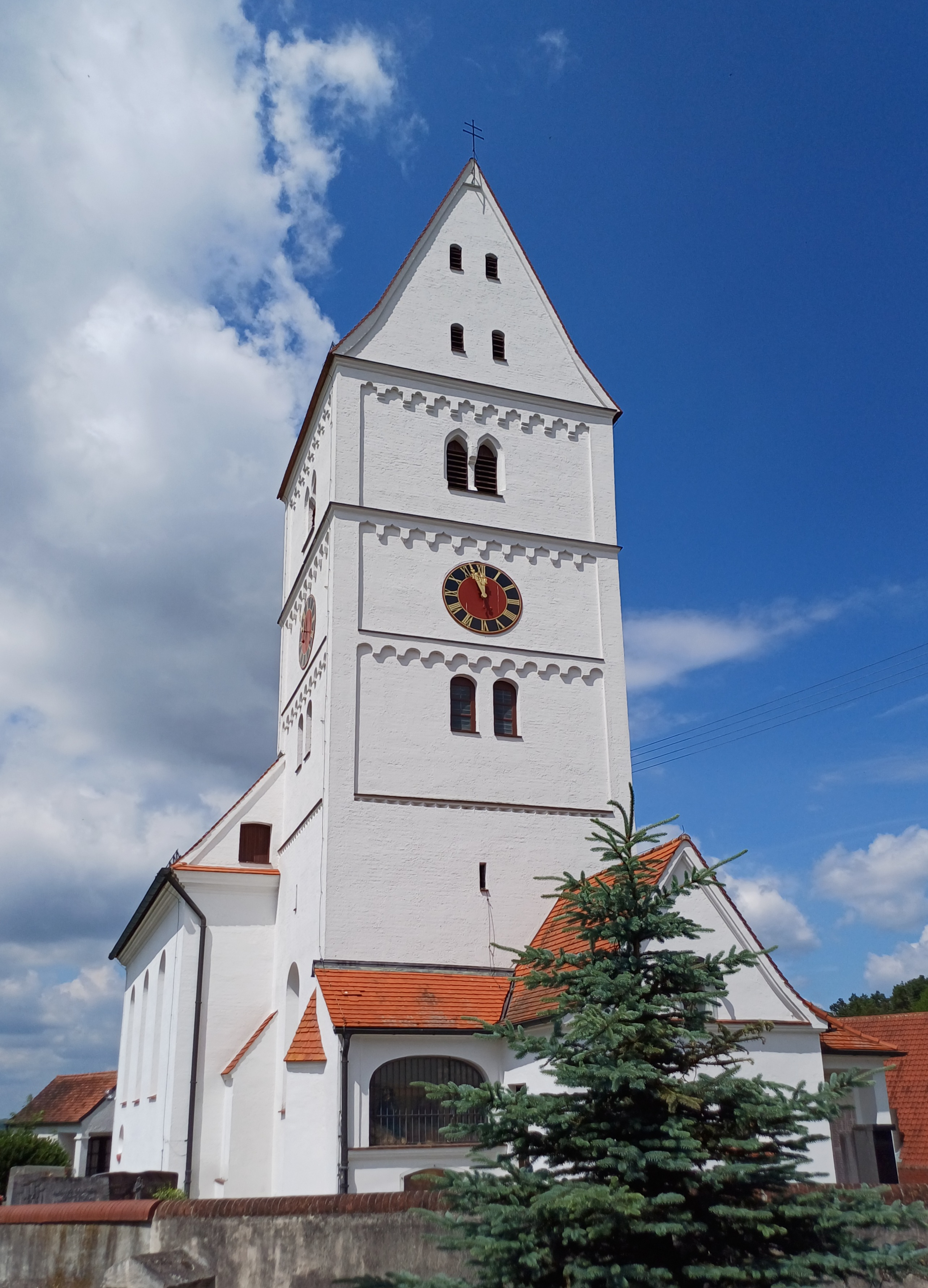
聖マルガレーテ教会
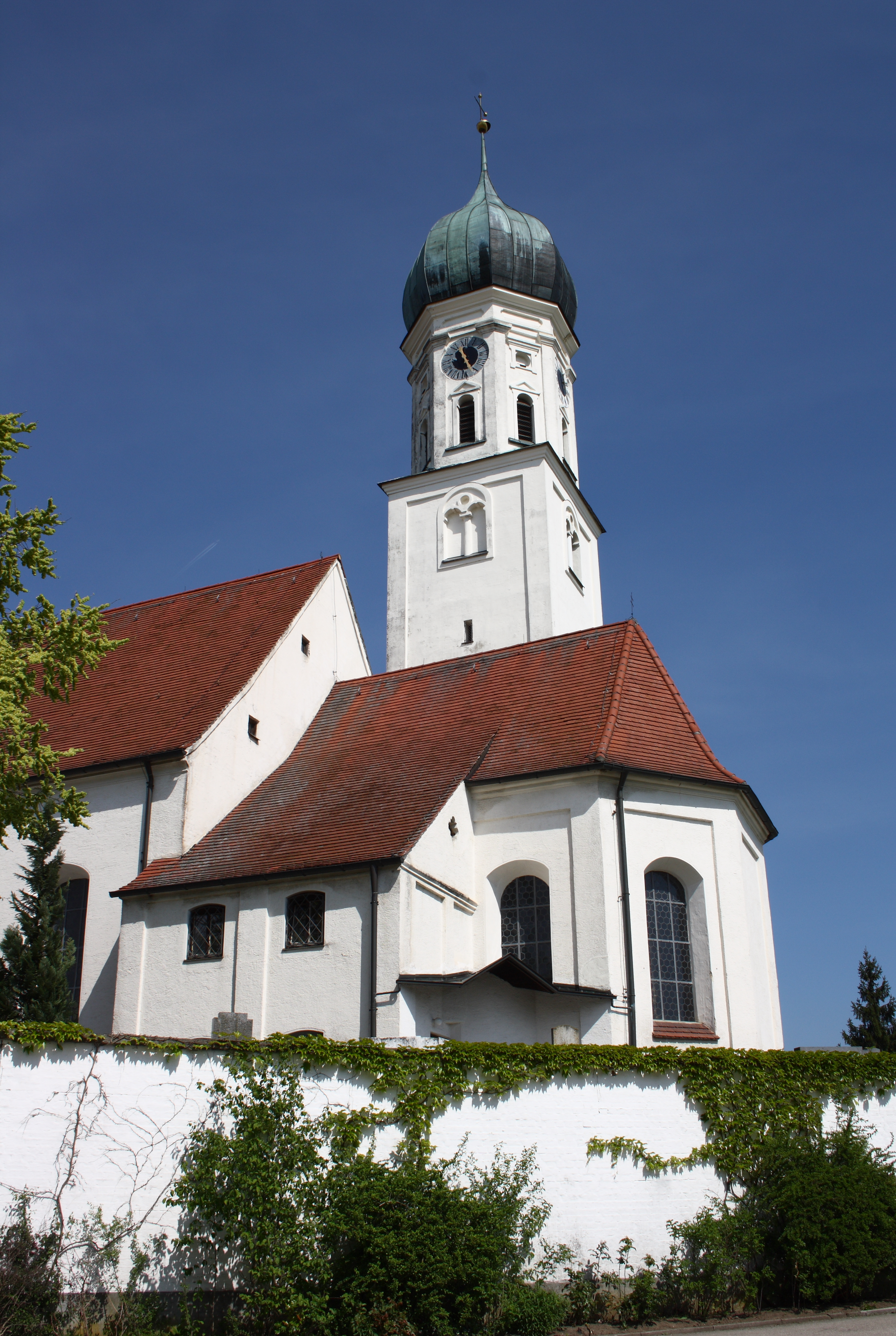
マリエ・ハイムズーフング巡礼教会
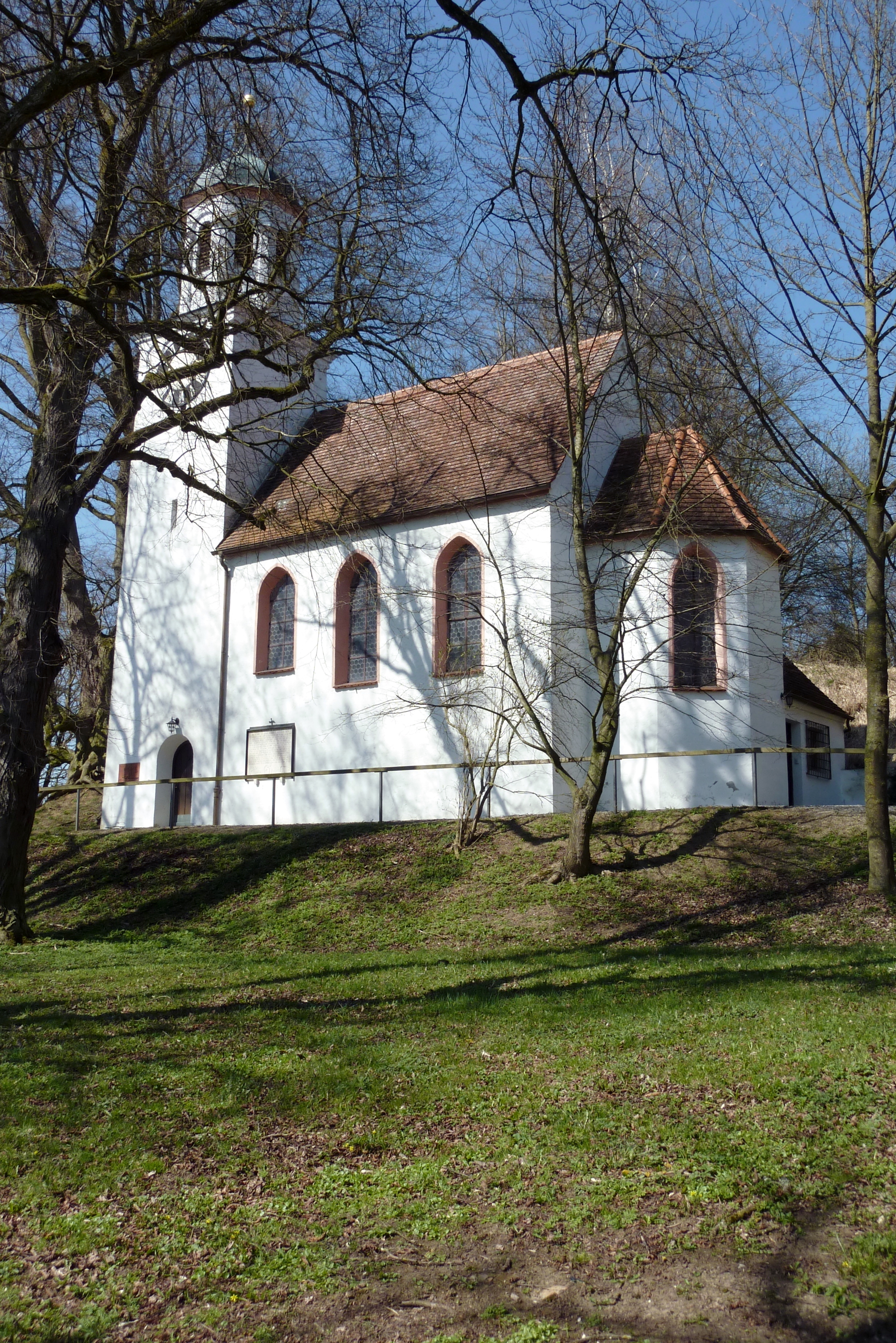
聖ゲオルク礼拝堂

### かつての自然文化財
- ナポレオンスタンネ: ゴットマンスホーフェン地区の高台の裏に生えていたこのトウヒの木は、1805年10月8日に起きた第三次対仏大同盟のヴェルティンゲンの戦いから100周年を記念して、1905年に植樹された。軍勢は、戦場をよく見渡すために山を越えてここに来たのであった。現在この場所はツーザムタール（ドイツ語版、英語版）や街を見渡す展望台になっている。2018年10月にこのトウヒは病気のため枯死した。

### 芸術
ヴェルティンゲンでは、たとえば「クンスト・イム・シュロス」（直訳: 城館での芸術）をはじめ、定期的に数多くの芸術展覧会が開催されている。この他に、市立ギャラリー、多くの収蔵品を持つアルトテーク、ドナウリート彫刻の径、マルティン＝ブリューメルの部屋が見学客を誘っている。

### 年中行事
- 春の市と秋の市
- 5月のダンス（5月1日の夕方）
- メイポール立て（ゴットマンスホーフェン地区など）
- フォルクスフェスト（5月）
- 市祭（2年ごと8月）
- 国際ギターフェスティバル（9月/10月）
- 城のクリスマス（アドヴェント）

### 地元料理、食材
- シュプリング: 香りの強い燻製されたソーセージで、そのまま食べたり、乾燥させたり、あるいは調理してザウアークラウトと一緒に食す。ヴェルティンゲンおよびツーザムタールだけで作られている。
- ヴェルティンガー・ビショフスクーヘン: 1861年創業のカフェ・マドロンに、1910年にアウクスブルク司教マクシミリアン・フォン・リング（ドイツ語版、英語版）が訪れた際に創られた焼き菓子。カフェ・マドロンは、2023年9月2日に閉店した[16]。
- ヴェルティンガー・ケラービール（シュヴァーベンブロイ）: 酵母の効いた特別なビールで、ヨーロピアン・ビール・アワード2005を受賞した。

## 経済と社会資本

### 教育
ヴェルティンゲンは、地域を超えた学校センターである。市内には以下の教育機関が存在する。

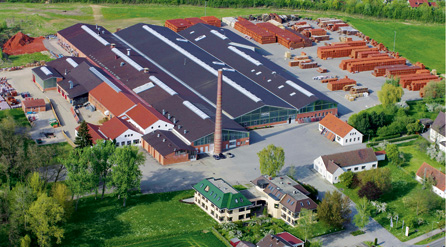
クレアトン本社工場

- 基礎課程学校
- 中等学校
- 州立実科学校
- ギムナジウム・ヴェルティンゲン
- 音楽学校
- モンテッソーリ学園
- モンテッソーリ専門上級学校
- 郡立病院の看護職のための職業専門学校
- 赤十字センターの老人介護専門学校
- 農学部門と家政学部門がある農業学校
- ブリエンスバッハ林間学校

### 地元企業
ヴェルティンゲンは、工業と経済の地域的中心地である。企業は主にヴェルティンゲン地区とゲラーツホーフェン地区の産業地区に集中している。
- 国際的に活動している屋根瓦製造のクレアトンは、本社と工場をヴェルティンゲンに置いており、ログデン地区にも製造所を有している。
- ブティネッテ・テキスタイル通販 GmbH。手芸用品とカーニバル用品の全国的な通信販売会社。
- シューコ・インターナショナル KG。窓、扉、ファサード、ソーラーシステムの国際的な製造業者。
- ダンムラー車輌製造は、ヴェルティンゲンにある。1898年に創立されたこの会社は、農業用車輌の製造に特化している。

### 交通
ヴェルティンゲンから、近隣都市のディリンゲン・アン・デア・ドナウ、ヘーヒシュテット・アン・デア・ドナウ、ドナウヴェルト、アウクスブルクへの連絡路が存在する。20 km 南のツースマールスハウゼンにあるインターチェンジで連邦アウトバーン8号線（ミュンヘン - シュトゥットガルト）にアクセスできる。マイティンゲンの駅（鉄道アウクスブルク - ドナウヴェルト線）は市の中心部から東に 13 km 離れている。ヴェルティンゲンおよび周辺地域の公共近郊交通はアウスクブルク交点連盟 (AVV) が担っている。
ヴェルティンゲンは州道2027号線および2033号線沿いに位置している。2027号線はヴェルティンゲンをドウナヴェルトやA8号線と結んでいる。2033号線はハイデンハイム・アン・デア・ブレンツ、ディリンゲン、アウクスブルク地域との連絡を形成している。ゲラーツホーフェン地区の街と州道との接続点に、2015年に大きな、分岐がたくさんあるラウンドアバウトが設けられた。この建設については激しい議論が行われた。このラウンドアバウトをまたぐ橋（「オーバーフライ」と呼ばれた）を架ける案は実現しなかった。ただしそのための窪みは残っている。
1997年までヴェルティンゲン駅は鉄道メルティンゲン - ヴェルティンゲン線の終着駅であった。この路線の旅客運行は1981年に廃止された。2020年7月9日のドイツ交通企業連盟 (DVD) のポジションペーパーでこの路線は、テストケースとして再開すべき鉄道路線に指名された。路線番号は5311である。これによりヴェルティンゲンが再び鉄道に接続する可能性がある。

## 人物

### 出身者
- クリスティアン・ルーケス（ドイツ語版）（1969年 - ）アイスホッケー選手
- シュテファン・シンマー（ドイツ語版、英語版）（1994年 - ）サッカー選手

### ゆかりの人物
- ハンス・ヴェルティンガー（ドイツ語版、英語版）（1465/70年頃 - 1533年）画家。ヴェルティンゲン出身の祖先を持つ。